# 山本とみ
山本 とみ（やまもと とみ、1911年〈明治44年〉1月9日 - 1997年〈平成9年〉3月19日）は、日本の教育者。日本の洋装服飾教育に尽力した。

## 人物
大阪女子高等職業学校の一期生として入学し、洋裁をニューヨークのマクドニェル大学出身の藤本光子から教えを受けた。大阪中ノ島の出雲大社で行なわれた結婚式では、洋装花嫁の出現となり、新聞や雑誌に写真入りで報道された。昭和22年に生長幼稚園、常盤会幼稚園の制服を初め、1949年(昭和24年)に大阪教育大学附属天王寺小学校、1951年(昭和26年)には昭和中学校などの制服を考案、1960年(昭和35年)には相愛学園聖歌隊ガウンを創作した。1970年（昭和45年）大阪万博で作品を、1972年（昭和47年）3月に関西テレビを通じて日本のキモノをアレンジした作品を発表した。1919年（大正8年）に開設された山本服装専門学校（1969年（昭和44年）山本文化服装専門学校に改称）の第2代校長、学校法人山本学園理事長、NDK(日本デザイン文化協会）常任理事、および相愛女子短期大学教授を務めた。

## 経歴
- 1932年（昭和 7年） - 山本洋裁女学院を山本服装女学校と改名し、副校長に就任。
- 1934年（昭和 9年） - 山本服装女学校が、大阪府より洋裁学校としては最初の認可を受ける。
- 1941年（昭和16年） - 著書『真理の服装』を刊行。山本システム[3]の服装理論を確立[4]。
- 1947年（昭和22年） - 著書『スタイルガイド』を刊行。
- 1951年（昭和26年） - 学校法人山本学園創立。山本服装専門学校校長に就任。
- 1954年（昭和29年） - 「大阪で一番歴史のある洋裁学校を見学したい」との、高松宮宣仁親王の希望で山本服装専門学校が選ばれる[5]。作品発表会に来校。
- 1962年（昭和37年） - 学校法人山本学園理事長に就任。
- 1964年（昭和39年） - 著書『ソーイングブック』を刊行。大阪府より教育功労者表彰を受ける。
- 1971年（昭和46年） - 相愛女子短大教授に就任。
- 1974年（昭和49年） - 明仁皇太子（当時）・皇太子妃夫妻が臨席した産業教育九〇周年記念式典で、産業教育功労者として文部大臣賞を受賞。
- 1976年（昭和51年） - 著書『服飾文化私論』を刊行。
- 1977年（昭和52年） - 藍綬褒章を受賞。
- 1983年（昭和58年） - 勲四等瑞宝章の叙勲を受ける。

## 著書
- 『真理の服装』 山本登美子 （発行所：山本服装女学校 (1941年)）
- 『スタイルガイド』 山本登美子 (1947年)
- 『ソーイングブック』 山本登美子 共著 （発行所：衣生活研究会 (1964年)）
- 『服飾文化私論』 山本登美子 （発行所：山本服装専門学校 (1976年)）
- 『服装における社会背景への一考察』山本登美子(相愛女子大学/相愛女子短期大学 研究論集第26巻 創立90周年記念号 昭和53年12月）

## 受賞
- 大阪府より教育功労者表彰（1964年）
- 文部大臣より産業教育功労者表彰（1974年）
- 藍綬褒章（1977年）
- 勲四等瑞宝章（1983年）

## 関係者
- 山本ヒデ
山本 とみの母親である。女性の体位向上と服装の改革と洋装普及の活動をした[6]。1919年（大正8年）欧米各国を視察後、大日本婦人洋装普及会を組織し、各地で講習会を開く。大阪市東住吉区山坂4丁目4-3に事務所を開設する。1926年（大正15年）大日本婦人洋装普及会の活動を続けると共に、事務所に塾を開く。1930年（昭和5年）塾を、山本洋裁女学院として、組織を拡大。初代校長に就任。1934年（昭和9年）山本洋裁女学院として、各種学校の認可を大阪府より受ける。1940年（昭和15年）作品発表会を美津濃百貨店で開催。以後毎年行っている。1942年（昭和17年）山本服装女学校に改称。1946年（昭和21年）財団法人の認可を受ける。1951年（昭和26年）学校法人山本学園として認可を受ける。山本服装専門学校と改称。1953年（昭和28年）死去。
- 山本武夫 - 学校法人山本学園初代理事長。
- 奥尾三紗子 - 山本とみの三女である。ファッションデザインルームOKUO代表。文化服装学院オープンカレッジ講師。